# Perforatus perforatus
Espèce
Perforatus perforatus (anciennement Balanus perforatus) est une espèce d'arthropodes du sous-embranchement des crustacés, infra-classe des cirripèdes. On la trouve dans les zones côtières des régions tempérées chaudes de l'océan Atlantique.
L’appellation de « balane commune » ne paraît nullement justifiée car en ce qui concerne les balanes au sens large elle n’est pas, et de loin, la plus fréquente sur les estrans européens et plus précisément français. Elle est cependant respectable puisque le qualificatif « communis » a été attribué à l’espèce en 1799 par Pulteney qui l’a baptisée Lepas communis.
Autres noms vernaculaires
Grande balane, balane perforée, balane volcan, grande balane grise.

## Description
P. perforatus est la plus grande des balanes autochtones en Europe, elle atteint 50 à 55 mm de longueur entre les bases du rostre et de la carène pour une hauteur de 20 mm. Les spécimens habituels sur l’estran ont un diamètre compris entre 10 et 20 mm environ.
Sa forme, relativement élevée, ressemble à celle d’un volcan aux parois faiblement inclinées.
L’animal repose sur une base calcifiée, poreuse qui persiste souvent après sa mort sous forme d’une marque circulaire blanche.
Les six plaques de la muraille sont disposées comme celles de Semibalanus balanoides. Épaisses et résistantes, elles sont initialement lisses mais peuvent paraître cannelées à la suite de la corrosion. Leur couleur très caractéristique va du bleu violet au rose.
L’orifice apical est petit, du moins pour les individus de l’estran, il est plus large chez les individus de l’infra-littoral ou usés.
Les languettes tergo-scutales sont pourpre ou « chocolat » avec des taches bleues et blanches,.

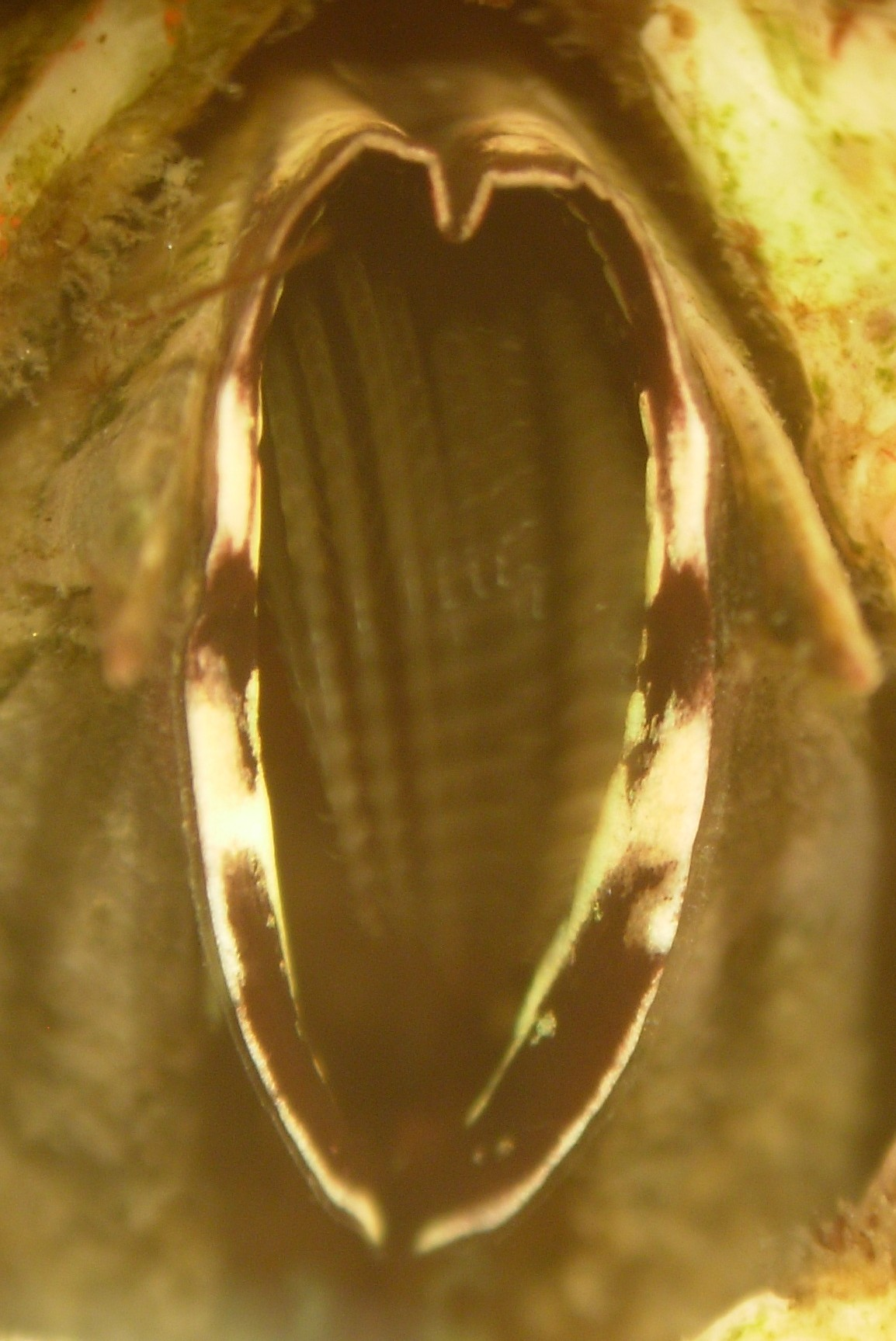
Perforatus perforatus : languettes tergo-scutales entourant les cirres.

Les quatre valves operculaires (deux scutum et deux tergum) sont insérées profondément à l’intérieur de la muraille mais les extrémités des tergum recourbés en bec sont généralement bien apparentes dans l’orifice apical.

### Reproduction
P. perforatus est un animal hermaphrodite chez lequel la fécondation est habituellement croisée mais elle devient impossible lorsque les individus sont éloignés les uns des autres d’une dizaine de centimètres, l’animal a alors recours à l’autofécondation. Chez les animaux isolés l’état de développement des œufs est moins avancé que chez les animaux groupés observés au même moment ce qui indique que leur ponte est plus tardive.
Les pontes sont présentes, sous forme de deux masses, symétriques de part et d’autre du corps dans la cavité palléale, de juin à septembre. Les cypris se fixent aux supports surtout en août-septembre. La période de reproduction serait plus étendue en Méditerranée.
Plusieurs pontes consécutives peuvent avoir lieu dans des conditions favorables
Le développement larvaire comporte 6 stades nauplius et un stade cypris. Il dure environ 1 semaine à 25 °C et le double à 15 °C .

### Écologie
P. perforatus vit sur les rochers et autres supports rigides dans la moitié inférieure de l’estran, pénètre dans l’étage infra-littora et peut se rencontrer jusqu’à une profondeur de 40 mètres. Elle se fixe aussi sur plusieurs espèces animales, dont les grands crustacés décapodes (crabes, araignées, etc.) sur les coques des navires et les bouées.
Il est difficile de préciser les préférences de P. perforatus qui est parfois aussi commune localement dans les baies et les zones estuariennes passablement salées que sur la côte ouverte, et peut être très abondante sur les côtes battues. En Adriatique, elle peut être très abondante dans les endroits ombragés des côtes battues.
P. perforatus est parasitée par un crustacé isopode très déformé, Crinoniscus equitans, qui vit fixé sur ses pontes.
Les murailles vides de P. perforatus peuvent servir d’abri à plusieurs espèces dont les crustacés isopodes Dynamene bidentata (qui s’y installe en période de reproduction : un mâle, à l’entrée, et un "harem" de plusieurs femelles près de la base) et Cymodoce truncata, l’annélide vert Eulalia viridis etc.

### Répartition
P. perforatus est une espèce aux affinités méridionales, elle vit sur la côte orientale de l'océan Atlantique et dans la mer Méditerranée. Sur la côte ouest de l’Afrique elle s’étend jusqu’à la Gambie et Luanda.
Elle atteint sa limite nord au Pays de Galles (Baie de Cardigan), absente de l’Irlande, elle est signalée, de manière discontinue, dans toute la Manche et se rencontre aussi, fixée sur des bouées, dans la partie sud de la Mer du Nord.
Alors qu’elle ne dépassait pas vers l’est le niveau de l’île de Wight et le Cotentin dans les années 1940-1960, elle a surmonté une mortalité catastrophique au cours de l’hiver 1962-63, et on a constaté entre 1993 et 2001 qu’elle a progressé vers l’est de 120 et 190 km respectivement sur les côtes anglaises et françaises. Phénomène peut-être en relation avec le réchauffement climatique.
En mer d’Irlande sa progression vers le nord et éventuellement son introduction en Irlande pourraient être favorisées par son transport à l’état fixé sur des objets flottants en matières plastiques (caisses à poissons notamment) en provenance du sud (nord-ouest de l’Espagne ?).

### Galerie

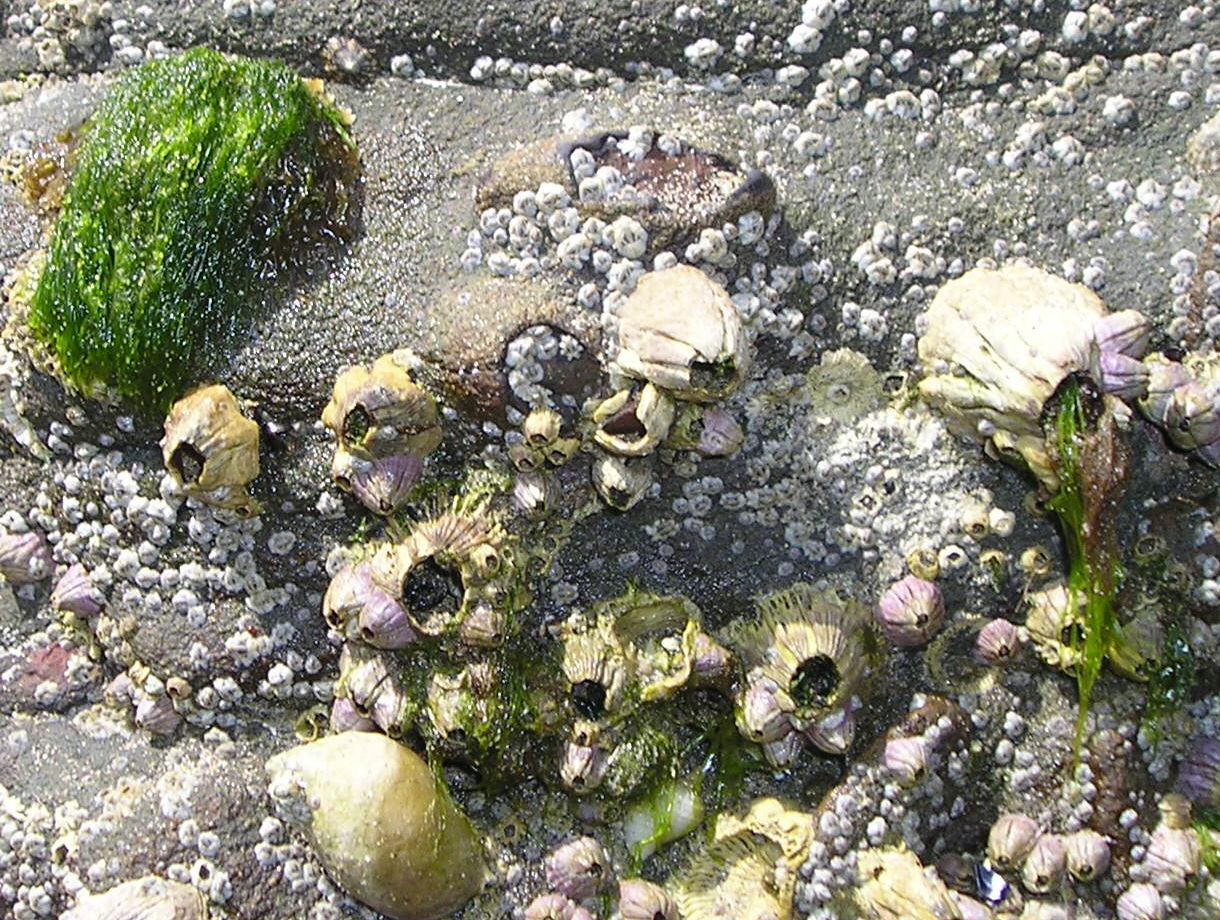
Perforatus perforatus. Les nombreuses petites balanes gris-bleu sont des Elminius modestus.